# كريستوفر أومالي
كريستوفر أومالي (بالإنجليزية: Christopher O'Malley)‏، ولد في 24 يناير 1963 في موند في الولايات المتحدة، هو الرئيس التنفيذي لشركة Compuware Corporation، وهي شركة برمجيات أمريكية مقرها في وسط مدينة ديترويت بولاية ميشيغان. اشتهر بتأييده لمنصة أجهزة الكمبيوتر المركزية، بالإضافة إلى تمكين تطوير البرمجيات الرشيقة، وسلاسل أدوات DevOps وطرق Value Stream.